# Стшельце-Великі (Великопольське воєводство)
Стшельце-Великі (пол. Strzelce Wielkie) — село в Польщі, у гміні П'яскі Гостинського повіту Великопольського воєводства.
Населення — 374 особи (2011).

## Демографія
Демографічна структура станом на 31 березня 2011 року:
|          | Загалом | Допрацездатний вік | Працездатний вік | Постпрацездатний вік |
| -------- | ------- | ------------------ | ---------------- | -------------------- |
| Чоловіки | 182     | 35                 | 134              | 13                   |
| Жінки    | 192     | 37                 | 106              | 49                   |
| Разом    | 374     | 72                 | 240              | 62                   |